# Лайтарук Андрій Прохорович
Андрій Прохорович Лайтару́к (нар. 15 вересня 1942, Суйми — пом. 7 серпня 2001, Стаханов) — український графік; член Спілки радянських художників України з 1982 року.

## Біографія
Народився 15 вересня 1942 року в селі Суймах (нині Рівненський район Рівненської області, Україна). У 2-річному віці осиротів, виховувався у дитячому будинку в Дубні.
Самостійне життя почав з роботи слюсарем-інструментальником на ливарно-механічному заводі. З 1962 року працював на Донбасі: гірником очисного вибою, посадником лави на брянківській шахті «Краснопілля-Глибоке». У вільний час відвідував мистецьку студію, в якій у співавторстві з керівником Г. Журавльовим написав першу жанрову картину «За край рідний». Картина експонувалася на обласній художній виставці та заслужила на високу оцінку, що спонукало його стати професійним художником.
У 1973 році закінчив факультет книжкової графіки Львівського поліграфічного інституту. Його викладачами були, зокрема, Валентин Бунов, Іван Прийдан. Одночасно з 1968 року працював оформлювачем Стахановського цеху Луганського художньо-виробничого комбінату. Жив у Стаханові, в будинку на вулиці Н. Курченко, № 18-Б, квартира № 79. Помер у Стаханові 7 серпня 2001 року.

## Творчість
Працював у галузі станкової графіки. Створював переважно ліногравюри, акварелі. Серед робіт:
- «Квітучий луг» (1970);
- «Вересень» (1976);
- «Шахта Замківська» (1976);
- «Шахтарське місто» (1977);
- «Зима в Донбасі» (1978);
- «Донецький мотив» (1978);
- «Зима у Карпатах» (1978);
- «Море народжується в степу» (1979);
- «Перший сніг» (1980);
- «Озимі поля» (1981);
- «Патрульний вертоліт» (1982);
- «У краю стахановських рекордів» (1985).

Брав участь у обласних художніх виставках з 1968 року, республіканських — з 1976 року.
Деякі роботи художника зберігаються у Луганському краєзнавчому і Кадіївському історико-художньому музеях.